# Ravilloles
Ravilloles é uma comuna francesa na região administrativa de Borgonha-Franco-Condado, no departamento de Jura. Estende-se por uma área de 7,79 km². Em 2010 a comuna tinha 477 habitantes (densidade: 61,2 hab./km²).